# 맥 OS X 10.0
맥 OS X 버전 10.0 치타(Mac OS X v10.0 Cheetah)는 애플의 데스크톱 및 서버 운영 체제로, 맥 OS X의 최초 주요 릴리즈이다. 맥 OS X 공개 베타 공개 이후, 2001년 3월 24일에 129 달러에 출시되었다.

## 시스템 요구 사항
맥 OS X v10.0에 대한 시스템 요구 사항은 매킨토시 커뮤니티에 의해 수신되지는 않았다. 당시 매킨토시 컴퓨터의 표준 메모리(RAM) 양은 64 메가바이트(MB)였으나 맥 OS X v10.0 요구 사항은 128 RAM으로 알려져 있다.
- 지원 컴퓨터: 파워 매킨토시 G3, G3 B&W, G4, G4 큐브, 아이맥, 파워북 G3, 파워북 G4, 아이북.
- 요구되는 메모리(RAM):
  - 128 MB (비공식적으로 최소 64MB)
- 하드 드라이브 공간: 1.5 기가바이트 (GB)
  - 800 MB 최소 설치 공간

## 제한
- 파일 공유 클라이언트 - 이 시스템은 애플 파일링 프로토콜을 공유하는 서버에 연결하기 위해 애플토크가 아닌 TCP/IP만 이용할 수 있다.[2] 이 시스템은 윈도나 삼바 서버로 연결하기 위해 SMB를 사용할 수 없다.
- 파일 공유 서버 - 서버로서 시스템은 afp (TCP/IP를 통한), http, ssh, ftp 프로토콜을 통해서만 공유 설정이 가능하다.

## 버전 역사
|  | 미지원 |

| 버전   | 빌드 | 날짜            | OS 이름    | 비고                                       |
| ------ | ---- | --------------- | ---------- | ------------------------------------------ |
| 10.0   | 4K78 | 2001년 3월 24일 | 다윈 1.3.1 | 원래의 소매 CD-ROM 출시판                  |
| 10.0.1 | 4L13 | 2001년 4월 14일 | 다윈 1.3.1 |                                            |
| 10.0.2 | 4P12 | 2001년 5월 1일  | 다윈 1.3.1 |                                            |
| 10.0.3 | 4P13 | 2001년 5월 9일  | 다윈 1.3.1 | 애플: 10.0.3 업데이트 및 설치 전 참고 사항 |
| 10.0.4 | 4Q12 | 2001년 6월 21일 | 다윈 1.3.1 | 애플: 10.0.4 업데이트 및 설치 전 참고 사항 |